# RADWIMPS 3〜無人島に持っていき忘れた一枚〜
『RADWIMPS 3〜無人島に持っていき忘れた一枚〜』（ラッドウィンプス・スリー 〜むじんとうにもっていきわすれたいちまい〜）は、2006年2月15日にリリースされたRADWIMPSのメジャー1枚目、通算3枚目のアルバムである。

## 概要
前作「RADWIMPS 2〜発展途上〜」より約11ヶ月ぶりのスタジオアルバムとなった。また、メジャーデビュー後初めてのアルバムとなり、メジャーデビューシングルである「25コ目の染色体」を収録している。
3rdシングル「へっくしゅん/愛し」のうち、2曲目の「愛し」は前作『RADWIMPS 2 〜発展途上〜』に収録されており、こちらには収録されていない。
オリコンにおける週間成績は前作が80位だったのに対し、今作が13位と大幅なランクアップを記録した。

## 収録内容
| 全作詞・作曲: 野田洋次郎、全編曲: RADWIMPS。 |                                              |            |            |      |
| #                                            | タイトル                                     | 作詞       | 作曲・編曲 | 時間 |
| 1.                                           | 「4645」                                     | 野田洋次郎 | 野田洋次郎 | 2:40 |
| 2.                                           | 「セプテンバーさん」                         | 野田洋次郎 | 野田洋次郎 | 5:05 |
| 3.                                           | 「イーディーピー 〜飛んで火に入る夏の君〜」  | 野田洋次郎 | 野田洋次郎 | 2:56 |
| 4.                                           | 「閉じた光」                                 | 野田洋次郎 | 野田洋次郎 | 4:26 |
| 5.                                           | 「25コ目の染色体」                           | 野田洋次郎 | 野田洋次郎 | 5:15 |
| 6.                                           | 「揶揄」                                     | 野田洋次郎 | 野田洋次郎 | 3:37 |
| 7.                                           | 「螢」                                       | 野田洋次郎 | 野田洋次郎 | 4:16 |
| 8.                                           | 「おとぎ」                                   | 野田洋次郎 | 野田洋次郎 | 3:26 |
| 9.                                           | 「最大公約数」                               | 野田洋次郎 | 野田洋次郎 | 4:32 |
| 10.                                          | 「へっくしゅん」                             | 野田洋次郎 | 野田洋次郎 | 3:34 |
| 11.                                          | 「トレモロ」                                 | 野田洋次郎 | 野田洋次郎 | 3:19 |
| 12.                                          | 「最後の歌」(ストリングス・アレンジ：河野圭) | 野田洋次郎 | 野田洋次郎 | 6:26 |
| 合計時間:                                    | 合計時間:                                    | 49:56      |            |      |

## 楽曲詳細
1. 4645
「よろしこ」と読む。
「RADWIMPS GRAND PRIX 2014 実況生中継」ライブハウス公演にて7年ぶりに演奏され、2015年の「RADWIMPSのはじまりはじまり」でもセットリスト候補に入っていた。
2. セプテンバーさん
2013年の野外ライブ「青とメメメ」での映像がYouTubeにて公開されている。
タイトルの意味は「9月3日」。この日はバンドにとって大切な日で、初めてワンマンライブを開催した日である。メジャーデビューを発表した2005年9月3日の横浜BLITZでのライブで、歌詞がまだ未完成ながらも初披露された[1][2]。
2016年、Aimerがカバーした[3]。同年8月17日リリースのシングル「蝶々結び」に収録されている[3]。
3. イーディーピー 〜飛んで火に入る夏の君〜
5thシングル表題曲。
4. 閉じた光
5. 25コ目の染色体
4thシングル表題曲。
タイトル決めのときに山口が「ラッピー運」を提案したが即座に却下された。RADWIMPSのメジャーデビュー曲となる。
タイトルの表記については、「25ｺ目の染色体」（「コ」が半角カタカナ）が正式である。
6. 揶揄（やゆ）
7. 螢（ほたる）
ライブで演奏される際はピアノで弾き語る事が多い。
8. おとぎ
MVが存在し演奏シーンがあるが、リリース以降ライブでは1度も披露されていない。
9. 最大公約数
ファンからの人気が高い楽曲である。
10. へっくしゅん
3rdシングル「へっくしゅん/愛し」収録曲。
インディーズ時代の曲で、ミクスチャーロックを自分たち（RADWIMPS）なりに解釈した曲である[1]。
11. トレモロ
タイトルはトレモロ奏法から。シングル曲やタイアップ曲ではないが、知名度が高い楽曲である。ライブでも演奏されることが多く、近年では野田のピアノによる弾き語りで演奏されることもある。
冒頭の歌詞は厳密には誤りで、文法的には「満天の星に君の声が」であるべきだが、メロディが求めている言葉が「満天の空」だったため、そのまま進めたという[1]。
12. 最後の歌
野田が初めてピアノを演奏し、レコーディングした曲。本人曰くこの時のピアノは「めちゃくちゃ下手」[1]。